# Руськополянська сільська територіальна громада
Ру́ськополя́нська сільська територіальна громада — територіальна громада в Україні, в Черкаському районі Черкаської області. Адміністративний центр — село Руська Поляна.
Площа громади — 175,36 км², населення — 10 887 мешканців (2018).
Утворена 20 лютого 2018 року шляхом об'єднання Геронимівської та Русько-Полянської сільських ради Черкаського району. 2020 року до складу громади була включена Дубіївська сільська рада.

## Склад
До складу громади входять:
| Населений пункт     | Населення, осіб (1989) | Населення, осіб (2001) |
| ------------------- | ---------------------- | ---------------------- |
| Геронимівка, село   | 2594                   | 2988                   |
| Дубіївка, село      | 3774                   | 3360                   |
| Руська Поляна, село | 8111                   | 7908                   |

## Природно-заповідний фонд
На землях громади розташовано парки-пам'ятки садово-паркового мистецтва — Сквер «Молодіжний» та Сквер «Троянд».